# Velvett Fogg
Velvett Fogg byla britská rocková skupina. Ve skupině krátce hrál i Tony Iommi, který po odchodu založil skupinu Black Sabbath. Skupina vydala v roce 1969 své jediné album s názvem Velvett Fogg. Frank Wilson byl později členem skupiny Warhorse.